# Stadum
Stadum (frisó septentrional mooring Ståårem) és una ciutat del districte de Nordfriesland, dins l'Amt Südtondern, a l'estat alemany de Slesvig-Holstein. Es troba a 20 kilòmetres de Niebüll i a pocs kilòmetres de la frontera amb Dinamarca. El 31 de desembre del 2023 tenia 978 habitants.